# Another Green World
Another Green World é o terceiro álbum de estúdio do músico inglês Brian Eno, lançado pela Island Records em setembro de 1975. Produzido por Eno e Rhett Davies, ele contou com contribuições de vários músicos convidados, incluindo Robert Fripp, Phil Collins e John Cale. O álbum marcou uma transição da sonoridade de rock dos lançamentos anteriores de Eno para a sensibilidade minimalista de seu trabalho de ambientação da segunda metade dos anos 70 em diante. Empregando táticas derivadas de seus cartões de Estratégias oblíquas para orientação, o álbum utilizou uma variedade de técnicas de gravação não convencionais e abordagens instrumentais, e fez menos uso de letras. A capa é um detalhe da pintura After Raphael do artista britânico Tom Phillips.
Embora o álbum não tenha alcançado sucesso comercial nos Estados Unidos ou mesmo no Reino Unido, Another Green World foi inicialmente recebido com elogios da crítica. A recepção contemporânea tem aclamado o álbum, com vários críticos e publicações posicionando o mesmo em listas dos maiores álbuns de todos os tempos.

## Produção
Another Green World foi gravado no Island Studios em Londres durante os meses de julho e agosto de 1975. Brian Eno originalmente viu seu novo álbum como um experimento e entrou no estúdio de gravação sem nada escrito ou preparado. Durante os primeiros quatro dias no estúdio, Eno não conseguiu avançar com as gravações. Para procurar inspiração, o compositor recorreu às suas cartas de instrução, as Estratégias oblíquas, atividade que começou a resultar em novas ideias, o que também havia funcionado em seu álbum anterior, Taking Tiger Mountain (By Strategy).
Alguns dos nomes nos créditos do álbum atribuídos para os instrumentos são fantasiosos a fim de descrever o som obtido através deles. As "Castanet guitars" se referem a guitarras elétricas tocadas com marretas e foram tratadas eletronicamente para soarem como castanholas. O "Leslie piano" é um piano acústico tocado e alimentado através de um alto-falante Leslie com um outro alto-falante giratório embutido. Eno posteriormente descreveu a "snake guitar" e "digital guitar", afirmando que "O tipo de notas que eu estava tocando me lembraram da maneira como uma cobra se move por meio das moitas, de um jeito meio rápido e vigoroso. Já a guitarra digital é uma guitarra que foi passada por um atraso digital, mas se alimentou muito de si mesma no retorno, fazendo com que faça esse som que parece vir por um tubo de papelão".
Como nos dois álbuns solo anteriores, Another Green World teve vários músicos convidados que contribuíram na gravação. Porém, ao contrário de seus primeiros trabalhos, Brian Eno trabalhou em mais material solo desta vez. No total, sete faixas do álbum tiveram todos os instrumentos tocados por Eno, incluindo teclados eletrônicos, piano, guitarras e percussão. Entre os músicos convidados estiveram Phil Collins, que tocara bateria em Taking Tiger Mountain e tinha um bom relacionamento com Eno, que então optou por chamar ele e o companheiro da banda Brand X, Percy Jones, para contribuírem também em Another Green World. Em retrospectiva a gravação do álbum, Collins recordou:
[Eno] nos deu um pouco de papel e fizemos cada um uma lista numerada de 1 a 15. Eno disse "Se sair o nº 2, todos nós tocamos em G; nº 7 todos nós tocamos em C#; e assim por diante". Então era como pintar com números... [Eno] nos amava, a mim e a Percy; nós íamos e passávamos os dedos pelos dicionários e ele gravava o som das páginas e fazia um loop deles.
|                                                    | St. Elmo's Fire Trecho da terceira faixa do álbum. Detalhe para o solo de guitarra executado por Fripp. |
| Problemas para escutar este arquivo? Veja a ajuda. | |

Robert Fripp, guitarrista e cofundador do grupo King Crimson, conhecido por sua inovação nos estilos da guitarra elétrica (e que já havia trabalhado com Eno tanto em No Pussyfooting como no debut Here Come the Warm Jets) performou o solo de "St.Elmo's Fire", a terceira faixa do álbum. O compositor pediu a Fripp para improvisar uma guitarra que imitasse especificamente uma carga elétrica entre dois polos de um gerador de alta voltagem de Wimshurst.  Esta foi a deixa para Eno nomear o instrumento usado por Fripp como "Wimshurst Guitar" nos créditos.
O solo foi inserido no meio da canção e é tocado uma segunda vez ao final, Eno o introduz descrevendo o cenário da faixa por meio da letra, e é então seguido pela guitarra, com uma intensificação dos compassos de fundo e ao acompanhamento de vocais de apoio.

## Música e Letras

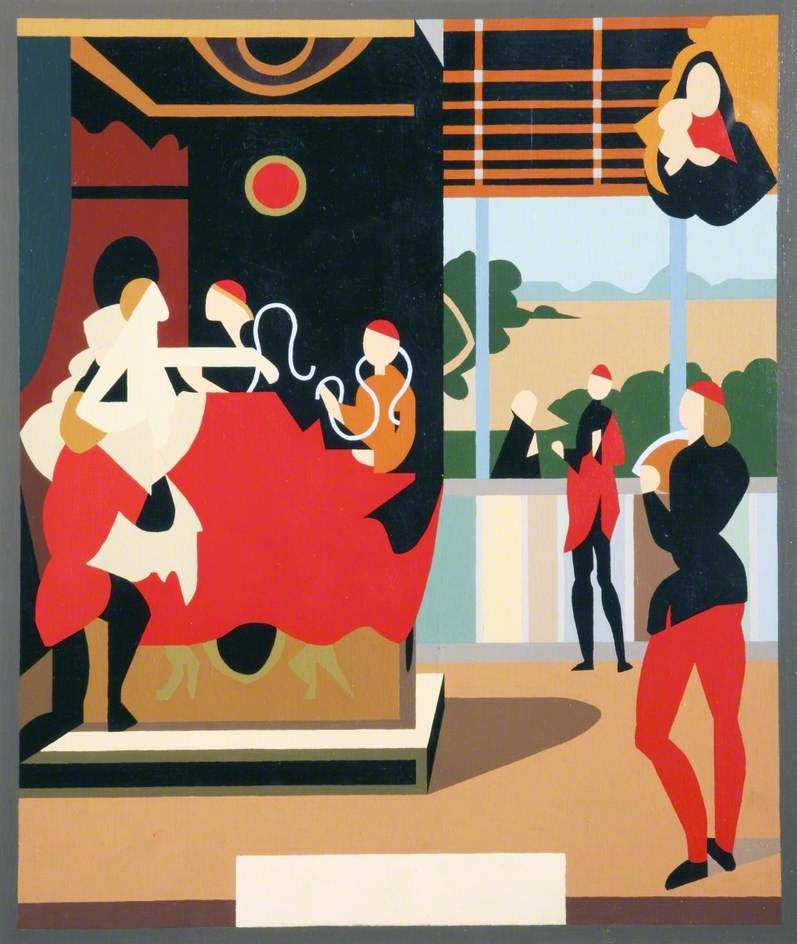
O pintor britânico e admirador de Eno, Tom Phillips, contribuiu com um detalhe de sua obra After Raphael para a capa do álbum.

Another Green World representa um ponto de virada na carreira musical de Brian Eno. Enquanto seus trabalhos anteriores continham canções de rock características, apenas cinco das quatorze faixas do álbum têm letras. O crítico musical Jim DeRogatis classificou a sonoridade do álbum como "ambient/art-pop". De acordo com a avaliação de Richard Gehr para a AllMusic, a música do álbum distancia-se daquela orientada pelas guitarras de rock experimental dos álbuns anteriores de Eno, indo na direção de um minimalismo ambiente orientado para os sintetizadores de suas obras vindouras.  Suas camadas instrumentais minimalistas estão espalhadas entre canções de art-rock mais bem estruturadas.  De acordo com Steve Huey, também da AllMusic, a maior parte do álbum tem "ritmos instrumentais que, embora frequentemente sejam próximos da música ambiente do que do pop, são surpreendentemente melódicos e rítmicos", e são acompanhados por poucas canções populares (essas com letras), incluindo "St.Elmo's Fire", "I'll Come Running" e "Golden Hours". As faixas instrumentais exploram um novo tipo de sonoridade que é mais calma e repousante, marcando a transição entre as canções de rock anteriores e suas peças instrumentais posteriores, nas quais a textura e o timbre se mostraram os elementos musicais mais importantes. Dave Simpson descreveu o álbum como criador de uma sonoridade "de canções pop fortemente baseadas em música eletrônica".
"Sky Saw" abre o álbum com as sonoridades constantemente mudando de estrutura, exceto por uma das duas partes da linha de baixo que mantêm o mesmo padrão. Eno reutilizou instrumentos misturados nesta canção para uma faixa de Music for Films, que viria a ser lançado por ele em 1978, assim como para uma música do álbum de estreia da Ultravox que ele mais tarde produziria. "Músicas como "The Big Ship" começam em Lá e se prolongam, acumulando contra-melodias, ampliando temas, permanecendo as mesmas e ainda revelando novos lados a cada momento", comentou Mike Powell para a Pitchfork "In Dark Trees" e "The Big Ship" são duas das canções em que Eno toca todos os instrumentos, ou seja, sintetizadores, percussão sintetizada e gerador de ritmos tratados. O pulso dessas canções foi fornecido pelo compasso sistemático vindo da caixa de ritmos. Estas peças instrumentais e outras como "Little Fishes" foram descritas como "altamente imagísticas, como pinturas feitas em som que realmente se assemelham a seus títulos".
Para criar as letras para as respectivas canções, Eno, após a composição instrumental, tocava as faixas no fundo enquanto cantava sílabas sem sentido para si mesmo, em seguida, as anotava e formava palavras, frases e significados reais. Este método de composição foi usado para todas as suas gravações baseadas em voz durante a década de 1970. Estando as faixas que apresentam letras no mesmo estilo de "livre-associação" dos álbuns anteriores de Eno.  O humor nas letras foi descrito como "menos bizarro do que aquele gentilmente extravagante e confuso" em comparação aos álbuns anteriores.

## Lançamento e recepção
| Críticas profissionais        | Críticas profissionais |
| Avaliações da crítica         | Avaliações da crítica  |
| Fonte                         | Avaliação              |
| ----------------------------- | ---------------------- |
| AllMusic                      | [ 10 ]                 |
| Blender                       | [ 19 ]                 |
| Christgau's Record Guide      | A+                     |
| Entertainment Weekly          | A                      |
| Mojo                          | [ 22 ]                 |
| The New Zealand Herald        | [ 23 ]                 |
| Pitchfork                     | 10/10                  |
| The Rolling Stone Album Guide | [ 24 ]                 |
| Spin Alternative Record Guide | 10/10                  |
| Uncut                         | [ 26 ]                 |

Another Green World foi lançado em setembro de 1975 e não alcançou as paradas no Reino Unido ou Estados Unidos. Na época, a recepção do álbum foi em sua maioria muito favorável. Henry Edwards, da High Fidelity, escreveu positivamente sobre o mesmo, alegando que ele é "o álbum mais acessível de Eno até hoje". Tom Hull do The Village Voice declarou que, embora "não seria justo dizer que Another Green World é o melhor álbum de Brian Eno", o álbum é definitivamente "o mais fácil de amar". Charley Walters, da Rolling Stone, considerou que era "um grande triunfo" que os riscos criativos de Eno "sejam tão consistentes", e finalizou: "É um registro importante - e também, brilhante". Avaliações negativas do álbum focaram na falta de músicas de rock no mesmo estilo de trabalhos anteriores do compositor. Jon Pareles, escrevendo na época ao Crawdaddy!, achou as excursões eletrônicas do compositor menos desafiadoras do que as canções anteriores de rock progressivo e comentou: "Este não é um álbum de Brian Eno. Não me importo com o que os créditos digam. Ele nem chegou a arranhar meus nervos." Lester Bangs do The Village Voice, disse ter ficado com sono por grande parte da música presente e comentou que "aquelas pequenas piscinas de som em volta do silêncio me parecem a consequência lógica de deixar processos e tecnologia compartilharem o fardo conceitual". O ensaísta e jornalista musical Robert Christgau, que na época deu ao álbum um "A-" em sua crítica ao The Village Voice, admitiu que ele resistiu ao disco no começo, mas acabou se rendendo para "amar cada minuto desta pequena coleção de peças sintetizas estáticas (isto é, não-oscilantes) com seus vocais, percussões e guitarras". Em sua obra de referência "Christgau's Record Guide: Rock Albums of the Seventies", de 1981, ele mencionou que as 14 faixas do disco podem ser apreciadas tanto individualmente quanto num todo, ao mesmo tempo em que descreveu o álbum como "de uma aura equivalente a de um parque na Lua - a união da natureza sob condições de gravidade artificial" Em 1977, Another Green World foi eleito o 11º melhor álbum de 1976 na enquete dos críticos do The Village Voice, Pazz & Jop. Christgau, o criador da pesquisa, classificou o álbum em segundo lugar em sua lista pessoal, à frente do clássico Station to Station, de David Bowie, outro proeminente colaborador de Eno.
Em 2004, a Virgin Records começou a reeditar os álbuns de Eno em digipaks remasterizados e fazer relançamentos. A recepção moderna do álbum se tornou então unanimemente positiva. Steve Huey da AllMusic chamou o álbum de "uma obra-prima universalmente reconhecida" e "a introdução perfeita para suas realizações, mesmo para aqueles ouvintes que acham difícil apreciar a música ambiente". Mike Powell da Pitchfork saudou-o como o álbum definitivo de Eno, e a Q Magazine, sobre a edição remasterizada, escreveu que o álbum era "de tirar o fôlego de tão à frente de seu tempo". JD Considine, escrevendo para o Rolling Stone Album Guide (edição de 2004), disse que Eno, durante o álbum, usou o estúdio de gravação "praticamente como um instrumento, moldando improvisações direcionadas, efeitos eletrônicos e músicas antigas em ecossistemas auditivos perfeitamente equilibrados". Em sua resenha para o Blender, Douglas Wolk disse que a clareza e qualidade de áudio da edição remasterizada "torna mais fácil prestar atenção em todas as sutis complexidades da música ali presente".

## Legado
O álbum fez presença em várias listas de revistas proeminentes, com comentários recorrentes sobre a profundidade intelectual das letras e as dimensões técnicas de composição. A Pitchfork colocou o álbum na décima posição em sua lista de melhores álbuns da década de 1970. Em 2012, a Rolling Stone o classificou em 429º em sua lista dos 500 maiores álbuns de todos os tempos. Já em 2003, a Blender o inseriu em sua lista de "500 CDs Você deve ter: Rock alternativo", descrevendo o álbum como "Experimental, porém acessível, e é exatamente o tipo de álbum que gera devoção a Brian Eno até os dias de hoje".
O artista e fotógrafo John Foxx, ex-integrante da banda Ultravox também teceu elogios ao álbum, sobretudo em sua influência no cenário musical britânico. Em retrospectiva, ele disse: "Parecia o começo de algo novo, britânico e eletrônico -  uma outra nova forma de vida". Ele também relembrou os usos das estratégias oblíquas com a Ultravox e a popularidade do método entre os compositores de art rock.
A faixa-título do álbum foi usada como tema de abertura para a série de artes televisivas da BBC Two, Arena.

### Posição em publicações
A informação abaixo relativa a listas incluindo o Another Green World é adaptada a partir da Acclaimed Music, salvo onde indicado o contrário.
| Christophe Brault                                      | França         | 20 Melhores Álbuns entre 1964 e 2004                            | 2006 | 5   |
| Les Inrockuptibles                                     | França         | 50 anos de Rock n' Roll                                         | 2004 | *   |
| Gilles Verlant                                         | França         | Os 300 Melhores Álbuns da História do Rock                      | 2013 | *   |
| Musikexpress                                           | Alemanha       | Os Melhores 100 Álbuns entre 1969 e 2009                        | 2009 | 78  |
| RoRoRo Rock-Lexicon                                    | Alemanha       | Álbuns Mais Recomendados                                        | 2003 | *   |
| Rolling Stone                                          | Alemanha       | Os 500 Melhores Álbuns de Todos os Tempos                       | 2004 | 48  |
| Giannis Petridis                                       | Grécia         | Os Melhores Álbuns do Século                                    | 2003 | *   |
| Yedioth Ahronoth                                       | Israel         | Os 99 Melhores Álbuns de Todos os Tempos                        | 1999 | 39  |
| Blow Up                                                | Itália         | 600 Álbuns Essenciais                                           | 2005 | *   |
| Switch                                                 | México         | Os 100 Melhores Álbuns do Século XX                             | 1999 | *   |
| BigO                                                   | Singapura      | Os 100 Melhores Álbuns entre 1975 e 1995                        | 1995 | 93  |
| Rockdelux                                              | Espanha        | Os 100 Melhores Álbuns dos Anos 70                              | 1988 | 24  |
| Mojo                                                   | Reino Unido    | The Mojo Collection                                             | 2003 | *   |
| Paul Morley                                            | Reino Unido    | Words and Music, 5 x 100 Greatest Albums of All Time            | 2003 | *   |
| NME                                                    | Reino Unido    | Os 100 Melhores Álbuns de Todos os Tempos                       | 1985 | 41  |
| NME                                                    | Reino Unido    | Os 100 Melhores Álbuns de Todos os Tempos + Top 50 por Década   | 1993 | 136 |
| David Toop                                             | Reino Unido    | Ocean of Sound: Aether Talk, Ambient Sound and Imaginary Worlds | 1995 | *   |
| Blender                                                | Estados Unidos | 500 CDs Que você deve Comprar antes de Morrer                   | 2003 | *   |
| Robert Christgau                                       | Estados Unidos | 40 Melhores álbuns (pessoalmente) dos anos 70                   | 1979 | 12  |
| Robert Dimery                                          | Estados Unidos | 1001 Albums You Must Hear Before You Die                        | 2013 | *   |
| Fast 'n' Bulbous                                       | Estados Unidos | Os 1000 Melhores Álbuns de Todos os tempos                      | 2015 | 23  |
| Gear                                                   | Estados Unidos | Os 100 Melhores Álbuns do Século                                | 1999 | 89  |
| Tom Moon                                               | Estados Unidos | 1,000 Recordings to Hear Before You Die                         | 2008 | *   |
| Pitchfork                                              | Estados Unidos | Top 100 Melhores Álbuns dos Anos 70                             | 2004 | 10  |
| WXPN                                                   | Estados Unidos | Os 100 Melhores Álbuns Progressivos                             | 1996 | 58  |
| Rolling Stone                                          | Estados Unidos | Steve Pond's 50 Essential Albums of the 70s                     | 1990 | 29  |
| Rolling Stone                                          | Estados Unidos | The Essential 200 Rock Records                                  | 1997 | *   |
| Rolling Stone                                          | Estados Unidos | The 500 Greatest Albums of All Time                             | 2012 | 429 |
| Spin                                                   | Estados Unidos | 100 Melhores Álbuns Alternativos                                | 1995 | 50  |
| Neil Strauss                                           | Estados Unidos | Os 100 Álbuns Alternativos mais Influentes                      | 1993 | *   |
| Treble                                                 | Estados Unidos | Os Melhores Álbuns dos Anos 70, por ano                         | 2005 | 2   |
| Rod Underhill                                          | Estados Unidos | Top 100 Melhores Álbuns de Rock/Pop                             | 2003 | 75  |
| (*) designa listas que não possuem colocação (ranking) |                |                                                                 |      |     |

## Lista de músicas
Todas as letras escritas por Brian Eno. 
| Lado A |                       |         |  |
| N.º    | Título                | Duração |  |
| 1.     | "Sky Saw"             | 3:25    |  |
| 2.     | "Over Fire Island"    | 1:49    |  |
| 3.     | "St. Elmo's Fire"     | 3:02    |  |
| 4.     | "In Dark Trees"       | 2:29    |  |
| 5.     | "The Big Ship"        | 3:01    |  |
| 6.     | "I'll Come Running"   | 3:48    |  |
| 7.     | "Another Green World" | 1:38    |  |

| Lado B         |                                    |         |  |
| N.º            | Título                             | Duração |  |
| 1.             | "Sombre Reptiles"                  | 2:26    |  |
| 2.             | "Little Fishes"                    | 1:30    |  |
| 3.             | "Golden Hours"                     | 4:01    |  |
| 4.             | "Becalmed"                         | 3:56    |  |
| 5.             | "Zawinul/Lava"                     | 3:00    |  |
| 6.             | "Everything Merges with the Night" | 3:59    |  |
| Duração total: | Duração total:                     | 40:24   |  |

## Créditos
Créditos adaptados a partir da contracapa do álbum. 
| "Sky Saw" - Phil Collins – baterias - Percy Jones – fretless bass - Paul Rudolph – "anchor bass" - Rod Melvin – piano rhodes - John Cale – seção de viola - Eno - "snake guitar", "digital guitar", vocais "Over Fire Island" - Phil Collins – baterias - Percy Jones – "fretless bass" - Brian Eno – vocais, sintetizador, guitarras, tapes "St. Elmo's Fire" - Robert Fripp – "wimshurst guitar" - Brian Eno – órgão, piano, pedais graves Yamaha, percussão sintetizada, "desert guitars", vocais "In Dark Trees" - Brian Eno – guitarras, sintetizador, percussão elétrica e gerador de ritmo tratado. "The Big Ship" - Brian Eno – sintetizador, synthetic percussion and treated rhythm generator "I'll Come Running" - Robert Fripp – "restrained lead guitar" - Paul Rudolph – baixo, caixa, baixo acústico, e assistência nas "castanet guitars" - Rod Melvin – piano principal - Brian Eno – vocais, "castanet guitars", "chord piano", sintetizador e percussão sintetizada "Another Green World" - Brian Eno – "desert guitars", "Farfisa organ", piano "Sombre Reptiles" - Brian Eno – "Hammond organ", guitarras, percussão sintetizada e Peruviana, elementos elétricos e sons "não-naturais" "Little Fishes" - Brian Eno – "prepared piano", "Farfisa organ" "Golden Hours" - Robert Fripp – "Wimborne guitar" - John Cale – viola - Brian Eno – "choppy organs", "spasmodic percussion", "club guitars", "uncertain piano", vocais "Becalmed" - Brian Eno – "Piano Leslie", sintetizador "Zawinul/Lava" - Phil Collins – percussão - Percy Jones – "fretless bass" - Paul Rudolph – guitarra - Rod Melvin – piano rhodes - Brian Eno – "grand piano", sintetizador, órgão e fitas "Everything Merges with the Night" - Brian Turrington – baixo guitarra, pianos - Brian Eno – guitarras, vocais "Spirits Drifting" - Brian Eno – baixo, órgão, sintetizador | Produção - Brian Eno – produção - Rhett Davies – produção, engenharia - Guy Bidmead – assistência de engenharia - Barry Sage – assistência de engenharia - Robert Ash – assistência de engenharia - Bob Bowkett – datilografia (tipografia) - Ritva Saarikko – fotografia de contracapa - Bob Bowkett – tipografia - Tom Phillips – arte da capa (detalhe de After Raphael) |

## Desempenho nas paradas
| Carta (1979)                    | Posição |
| ------------------------------- | ------- |
| Nova Zelândia (Record Music NZ) | 24      |